# Charles Roslin
Charles Roslin, född 1836, död 18 juni 1916 i Bercy, var en fransk marinofficer och målare. Han var sonsons son till Alexander Roslin. 
Han var son till vinhandlaren Alexandre Gustave Roslin och Anne Elisabeth Blerzy och gift första gången 1861 med Emma Adèle Blanche och andra gången från 1906 med Josephine Guélon. Roslin som ursprungligen var marinofficer studerade målning för landskapsmålaren Julien Dupré och under studieresor till Nordafrika. Han vistades periodvis i Pau och medverkade då i Salon de la Société des Arts de Pau ett antal gånger där han ställde ut landskapsmotiv hämtade från Rivieran eller Tunis. Han utgav 1913 Revue de l'Histoire de Versailles et de Seine-et-Oise som är en studie över Alexander Roslin.